# Ermerveen
Ermerveen est un hameau situé dans la commune néerlandaise d'Emmen, dans la province de Drenthe. Le 1er janvier 2004, le hameau comptait 25 habitants. Le hameau dépend du village de Veenoord.